# Pożegnalny koncert
Pożegnalny koncert – nieoficjalny album koncertowy polskiej grupy muzycznej Paktofonika. Wydawnictwo ukazało się 26 kwietnia 2004 roku nakładem wytwórni muzycznej Universal Music Polska. Nagrania zostały wydane w formie kasety VHS i płyty DVD. Na albumie znalazł się zapis ostatniego koncertu Paktofoniki, który odbył się 21 marca 2003 roku w katowickim Spodku. Występ zgromadził ponad 5000 widzów.
Zespół wystąpił w składzie: Wojciech "Fokus" Alszer, Sebastian "Rahim" Salbert, Marcin "Sot" Zięba i Sebastian "DJ Bambus/BDJ" Michalski. W koncercie poza członkami zespołu wzięli udział wykonawcy: Piotr "Gutek" Gutkowski, DJ Senior Junior, Terence Chill, Radosław "Kams" Kamycki, Le-Lo, Rafał "Śliwka Tuitam" Śliwiak, Mea, Dike, DJ Spox, Tomasz "Sivy Wonder" Łyko, Marcin "Pan Duże Pe" Matuszewski oraz Piotr "DJ Haem" Jończyk. Koncert poprowadził Adam "O.S.T.R." Ostrowski.
Piosenki nagrane z udziałem zmarłego w 2000 roku Piotra "Magika" Łuszcza zostały wykonane w formie częściowego playbacku. Na scenie hali widowiskowej przemówił także ojciec rapera, który w jego imieniu odebrał złotą płytę za album Kinematografia (2000). Do biletu na występ Paktofoniki była dołączona płyta promo, na której znalazły się utwory "Priorytety" i "Na mocy paktu" oraz teledyski "Jestem Bogiem" i "Chwile ulotne". Impreza została poprzedzona wręczeniem muzycznych nagród polskiej sceny hip-hopowej "Magazynki" przyznawanych przez czytelników Magazynu Hip-Hop. Obraz został zmontowany przez Studio Filmowe Mamoń. Jego producentem był Krzysztof Michulski. Natomiast autorem masteringu był Igor "IGS" Sobczyk.

## Wydanie
Pomysł wydania koncertu w formie zapisu wideo powstał jeszcze przed jego realizacją. Początkowo materiał miał zostać wydany jeszcze w 2003 roku. Zaplanowano także projekcje kinowe. Ostatecznie pod koniec 2003 roku członkowie Paktofoniki odstąpili od umowy ze współorganizatorem imprezy Krzysztofem Śmiałkiem i Markiem Warmuzem, przedsiębiorcami związanymi m.in. z firmą Doperacja. Jednakże w międzyczasie ustalono ostateczną datę premiery wydawnictwa na 26 kwietnia 2004 roku. Materiał trafił do sprzedaży nakładem Universal Music Polska bez zgody Wojciecha "Fokusa" Alszera i Sebastiana "Rahima" Salberta. W konsekwencji w Okręgowym Sądzie w Krakowie raperzy wytoczyli proces przeciwko Krzysztofowi Śmiałkowi i Markowi Warmuzowi o ustalenie faktu niezawiązania kontraktu wydawniczego. Konsekwencją zdarzenia było wycofanie nagrań ze sprzedaży. W zakończonym w 2006 roku procesie sąd przyznał rację raperom uznając iż materiał został wydany nielegalnie.

## Lista utworów
| VHS/DVD |
| --- |
| 1. "Na mocy paktu" (Intro) 2. "Priorytety" 3. "Gdyby" 4. "Ja to ja" 5. "Powierzchnie tnące" 6. "Chwile ulotne" 7. "WC" 8. "Nowiny" 9. "Mechaniczna pomarańcza" 10. "Na mocy paktu" 11. "Strach pomyśleć..." 12. "Ja to ja 2 (dokładnie tak)" 13. "W peunej gotowości" 14. "Popatrz" 15. "Jestem Bogiem" 16. "Jestem Bogiem" (utwór dodatkowy) 17. "Freestyle" (utwór dodatkowy) |